# Lawinenwarndienst

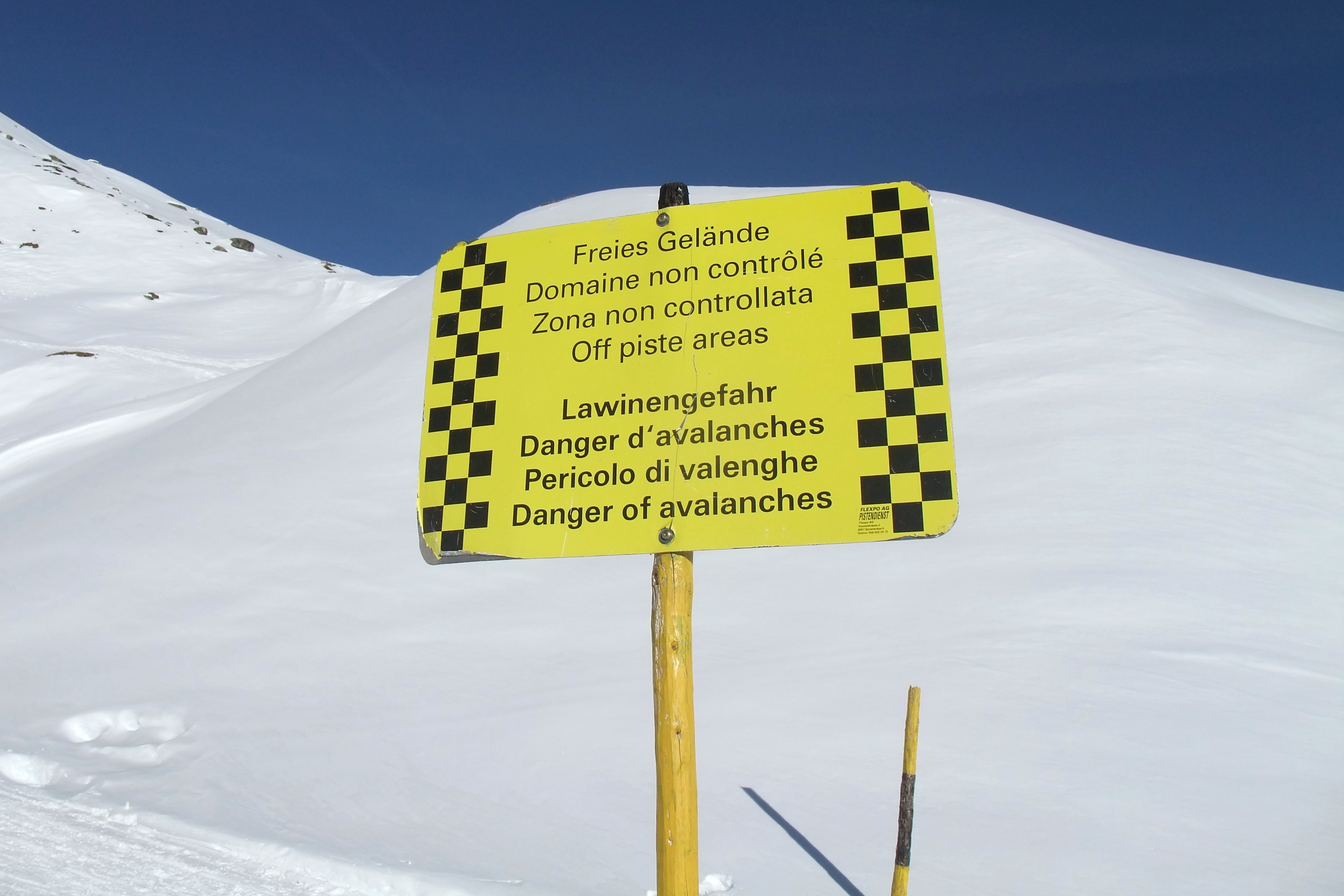
Warntafel am Furkapass

Ein Lawinenwarndienst ist eine vielfach vernetzte Kooperationsstruktur mehrerer Sicherheits- und Katastrophenschutzbehörden zur Vorbeugung vor Gefahren und Katastrophen durch Schneelawinen.
Das Ziel von Lawinenwarndiensten ist eine möglichst exakte Vorhersage der Lawinengefahr. Die Schneedeckenstabilität wird mit Hilfe von moderner Technik und Daten bestimmt. Mit diesen Informationen wird ein Lawinenlagebericht erstellt, der an Wintersportler wie Lawinenkommissionsmitglieder durch die Medien verbreitet wird. Es besteht ein intensiver Praxisbezug und ständige Aktualisierungen ermöglichen qualitative Informationen.
Eine Zusammenstellung siehe Liste amtlicher Lawinenwarndienste

## Messung der Lawinengefahr
Die aktuelle Lawinengefahr für ein bestimmtes Gebiet wird in den Gefahrenstufen 1 bis 5 (1 = geringe Gefahr, 5 = sehr große Gefahr) in der Europäischen Gefahrenskala für Lawinen angegeben. Lawinenwarndienste in den Alpenländern geben jeden Tag die aktuelle Lawinenwarnstufe bekannt.

## Lawinenlagebericht
Ein Lawinenlagebericht wird während der Wintersaison von Mitte November bis Anfang Mai täglich erstellt. Die meisten Warndienste veröffentlichen ihre Lawinenberichte inzwischen am Vorabend zwischen 16 und 18 Uhr.  Je nach Witterung- und Schneesituation kann es vorkommen, dass der Bericht mehrmals am Tag aktualisiert wird. Außerhalb der Wintersaison wird die Bevölkerung nur bei außerordentlichen Schneefällen, die eine Lawinengefährdung nach sich ziehen, über die Lawinensituation informiert.
Der Lawinenlagebericht zeigt eine Karte auf der Gefahrenzonen markiert sind. Ein Wettermenü und ein Schneebericht informiert Wintersportler und sich in der Region befindenden Menschen. Informationen zum Schneedeckenaufbau und zur Gefahrenskala werden ebenfalls gegeben.

## Netzwerk der Lawinenwarndienste
Warndienste arbeiten eng zusammen mit den Wetterdienststellen, den Dienststellen für Zivilschutz, der Alpinpolizei, Schneeforschungszentren, den Schigebieten, den Medien, sowie neuerdings zunehmend den Wintersportlern, die Rückmeldungen (zum Teil inklusive digitalem Fotomaterial) geben.
Die lokalen  Lawinenkommissionen, beraten die örtlichen Behörden hinsichtlich der Erforderlichkeit von Schutzmaßnahmen für Siedlungen, Skigebiete und Verkehrswege.